# 景贤乡
景贤乡，是中华人民共和国四川省眉山市仁寿县曾经下辖的一个乡。2019年12月，撤销景贤乡，将其所属行政区域划归虞丞乡管辖。

## 行政区划
景贤乡撤销前下辖以下地区：
芭蕉村、同意村、乐群村、新村、前锋村、柏柳村和马贤村。